# Koler
Koler is een dorp binnen de Zweedse gemeente Piteå. Het is gelegen op de oevers van het Kolerträsket en daarmee gelijk ook van de Kleine Piterivier. Het dorp ligt op ongeveer 250 meter boven de zeespiegel. De naam van het dorp komt uit het Samisch.
Koler is gelegen aan de spporlijn tussen Jörn en Älvsbyn. Op deze plaats zijn in 1894 de noordelijke en zuidelijke delen van de spoorlijn met elkaar verbonden; op die plaats is een klein gedenksteen aangelegd. Het station kwam er pas in 1908; er is echter al lang geen stopplaats meer aan de spoorlijn.
Het gebied loopt langzaam leeg. In 1995 kwam het nog voor op de lijst van småorts, nu in 2008 heeft het te weinig inwoners om nog zo genoemd te worden.